# Liste der Monuments historiques in Vienne-la-Ville
Die Liste der Monuments historiques in Vienne-la-Ville führt die Monuments historiques in der französischen Gemeinde Vienne-la-Ville auf.

## Liste der Objekte
| Bezeichnung                         | Beschreibung          | Standort                        | Kennzeichnung | Schutzstatus | Datum | Bild |
| ----------------------------------- | --------------------- | ------------------------------- | ------------- | ------------ | ----- | ---- |
| Relief Christus und die Samariterin | Holz, 17. Jahrhundert | in der Kirche St-Maurice (Lage) | PM51001164    | Classé       | 1911  |      |